# Naturschutzgebiet Nordufer Plauer See
Das Naturschutzgebiet Nordufer Plauer See ist ein 631 Hektar umfassendes Naturschutzgebiet in Mecklenburg zwischen Karow (Plau am See) und Alt Schwerin. Die Ausweisung erfolgte am 19. September 1960 mit einer Erweiterung im Jahr 1990.

## Lage
Es umfasst den nordwestlichen Bereich des Plauer Sees mit Feuchtwiesen und ehemaligen Torfstichen, den westlich anschließenden Hofsee sowie einen bewaldeten Teil nördlich der Bundesstraße 192 mit dem Samoter See und Plumsee. 
Das Naturschutzgebiet befindet sich im Naturpark Nossentiner/Schwinzer Heide. Außerdem liegt es vollständig im FFH-Gebiet DE-2539-301 Plauer See und Umgebung und im EU-Vogelschutzgebiet DE-2339-402 Nossentiner/Schwinzer Heide, wodurch es Teil des europäischen Schutzgebietsnetzes Natura 2000 ist.
Das Schutzgebiet ist auf zwei öffentlichen Naturlehrpfaden am Samoter See und Hofsee begehbar. Südlich der Bundesstraße existiert im Bereich der ehemaligen Torfstiche ein Aussichtsturm.

## Geschichte, Wasserhaushalt und Schutzzweck
Die Flächen des heutigen Naturschutzgebiets liegen eingebettet in eine eiszeitliche Abflussrinne am Südrand eines Sanders, der sich im Pommerschen Stadium der letzten Eiszeit ausbildete. Nacheiszeitlich lagerten sich in den Seen bis zu drei Meter mächtige Mudden ab. Zwischen dem Samoter See und dem Plauer See bildete sich ein Durchströmungsmoor heraus mit bis zu drei Meter mächtigen Torfschichten. Auf der Schmettauschen Karte aus dem Jahr 1794 sind Torfstiche erkennbar. Die Flächen um den Samoter See und den Moorsee wurden als Acker genutzt und erst im 19. Jahrhundert aufgeforstet. Mit dem Bau der Eisenbahnlinie und der Straße in den Jahren 1846 bis 1848 wurde das Moor geteilt. Durch Entwässerungsmaßnahmen wurde der Wasserspiegel gesenkt.
Der Schutzzweck besteht in der Erhaltung eines strukturreichen Wald-, Seen- und Moorgebietes.
Der aktuelle Gebietszustand wird nur als gut angesehen, wobei der nördliche Teil des Schutzgebiets noch an Entwässerungsgräben angeschlossen ist, was sich nachteilig auf den Schutzzweck auswirkt.

## Pflanzen- und Tierwelt
Die Seen im nördlichen Gebietsteil sind von einem breiten Gehölzgürtel gesäumt mit Schwarz-Erle, Weide und Sumpffarn. Der zentrale Teil des Gebiets besteht aus Torfstichen, aus denen die ursprüngliche Moor-Vegetation durch Birken-Erlenbruchwald ersetzt wird.
Rohrdommel, Kranich, Eisvogel, Raubwürger, Bekassine, Beutelmeise und Kormoran sind Brutvögel im Schutzgebiet. Zahlreiche Enten- und Gänsearten nutzen im Frühjahr und Herbst die offenen Flächen zum Rasten. Zahlreiche Fledermausarten können beobachtet werden, darunter Großer Abendsegler, Wasserfledermaus, Fransenfledermaus, Zwergfledermaus und Braunes Langohr. Fischotter leben in diesem Gebiet.